# رسنس
رسنس (به اسپانیایی: Reznos) یک دهستان در اسپانیا است که در سریا واقع شده‌است.

## خصوصیات
رسنس ۲۰ کیلومترمربع مساحت و ۴۳ نفر جمعیت دارد.